# Patricio Yáñez
Patricio Nazario Yáñez Candia (Quillota, 20 gennaio 1961) è un ex calciatore cileno, di ruolo attaccante.

## Carriera

### Club
Ha giocato nella prima divisione cilena ed in quella spagnola.

### Nazionale
Ha partecipato ai Mondiali del 1982 ed a tre edizioni della Coppa America. Tra il 1979 ed il 1994 ha totalizzato complessivamente 44 presenze e 5 reti con la nazionale cilena.

## Palmarès

### Club

#### Competizioni nazionali
- Campionato cileno: 2

Colo-Colo: 1991, 1993
- Copa Chile: 1

Colo-Colo: 1994
- Primera B: 1

San Luis de Quillota: 1980

#### Competizioni internazionali
- Coppa Libertadores: 1

Colo Colo: 1991
- Recopa Sudamericana: 1

Colo-Colo: 1992
- Coppa Interamericana: 1

Colo-Colo: 1991